# Pstrążna (gmina)
Pstrążna – dawna zbiorowa gmina wiejska istniejąca w latach 1947–ok. 1953 w woj. śląskim i w woj. katowickim. Siedzibą władz gminy była Pstrążna.

## Gmina jednostkowa (1922–1945)
Jako gmina jednostkowa gmina Pstrążna (składająca się z samej wsi Pstrążna) funkcjonowała za II Rzeczypospolitej w latach 1922–1945 w powiecie rybnickim w woj. śląskim.
1 grudnia 1945 na obszarze woj. śląskiego zniesiono gminy jednostkowe i  utworzono gminy zbiorowe. Pstrążna, wraz z dawnymi gminami Czernica, Dzimierz, Łańce, Łuków, Pstrążna, Rzuchów i Żytna, weszła w skład nowo utworzonej gminy Czernica.

## Gmina zbiorowa (1947–1953)
Gmina zbiorowa Pstrążna powstała dopiero 10 marca 1947 z pięciu gromad wyłączonych z gminy Czernica: Dzimierz, Łańce, Pstrążna, Rzuchów i Żytna. Według wykazu gmin i gromad z 1 lipca 1952 roku gmina Pstrążna składa się nadal z tych samych pięciu gromad.
W kolejnch latach gminę Pstrążna rozwiązano, a jej obszar włączono do gminy Lyski (brak dokładnej daty).
Jednostki nie przywrócono 1 stycznia 1973 wraz z kolejną reformą reaktywującą gminy. Obecnie dawne wsie gminy Pstrążna wchodzą w skład gmin
Lyski (Dzimierz, Pstrążna i Żytna) i Kornowac (Łańce i Rzuchów).